# ジムニチャ駅
ジムニチャ駅（ジムニチャえき）は、ルーマニア国テレオルマン県ジムニチャ町にある、ルーマニア国鉄909号線の駅である。

## 駅構造

### ホーム
1面1線の地上駅。他に、側線を多数持つ。
| 路線    | 方向   | 行先         | 備考 |
| ------- | ------ | ------------ | ---- |
| 909号線 | 北方向 | ロシオリ方面 | 普通 |

### ダイヤ[1]
一日2本の運行。

## 隣の駅
ルーマニア国鉄
804号線
普通
ウルムレツ駅 - ジムニチャ駅

## その他
ルーマニア最南端の駅で、日本では北海道の江部乙～妹背牛あたりと緯度が近い。ドナウ川沿いにあり、川の対岸がブルガリアとなっている。